# Stephen Hunt (irlandzki piłkarz)
Stephen Hunt (ur. 1 sierpnia 1981 w Portlaoise w Hrabstwie Laois) – irlandzki piłkarz grający na pozycji pomocnika w Ipswich Town. Wcześniej występował w Crystal Palace, Brentford, Reading, Hull City oraz Wolverhampton Wanderers. Ma brata Noela.
W Hull City Hunt zadebiutował 15 sierpnia 2009 roku w przegranym 2:1 meczu z Chelsea, w którym zdobył także gola.
Po zakończeniu sezonu 2009/2010 i spadku Hull City do Championship Hunt podpisał kontrakt z Wolverhampton Wanderers.
14 października 2006 roku w meczu z Chelsea kopnął kolanem w głowę bramkarza londyńskiej drużyny Petra Čecha. Od tego czasu bramkarz Chelsea musiał grać w kasku, który chroni jego głowę przed ryzykiem kolejnych urazów.
Swojego jedynego gola w reprezentacji Hunt zdobył w meczu z Polską 19 listopada 2008 roku.
| #  | Data              | Miejsce                      | Przeciwnik | Wynik | Charakter meczu |
| -- | ----------------- | ---------------------------- | ---------- | ----- | --------------- |
| 1. | 19 listopada 2008 | Croke Park, Dublin, Irlandia | Polska     | 2–3   | towarzyski      |